# تشارلز اوبيرت دي لاتشسناي
تشارلز أوبيرت دي لا تشيسناي (بالفرنسية: Charles Aubert de La Chesnaye)‏ ‏(12 فبراير 1632 - 20 سبتمبر 1702) كان أغنى رجل أعمال  في فرنسا الجديدة. دورهو في التنمية الاقتصادية للمستعمرتهم (تجارة الفراء وغيرها، والتمويل والزراعة وصيد الأسماك). امتلك العديد من السيادة وترك اسمه في عدة أماكن في كيبيك وكيبيك. كان عضوا في المجلس السيادي، «رجل الأعمال الرئيسي وأكبر مالك للأراضي في المستعمرة».
كان أغنى ممول ورجل أعمال في فرنسا الجديدة، لعب دورًا مهمًا في الحياة الاقتصادية للمستعمرة للتنافس مع شركة خليج هدسون. وقد أطلق عليه «رجل الأعمال الرئيسي وأكبر مالك للمستعمرة». عدة أماكن في إقليم كيبيك ومدينة كيبيكتم تسميته باسمه وفي عام 1971 أصبح أحد الشخصيات الكندية ذات الأهمية التاريخية الوطنية. من نسله الكاتب فيليب جوزيف أوبيرت دي غاسب